# Sanča Fülle
Sanča Fülle, skutečné jméno Zdenka Fülleová (* 17. listopadu 1960 na Slovensku) je česká sinoložka a spisovatelka.

## Život
Narodila se na Slovensku roku 1960, od rozdělení federace žije v Praze. Pracuje v Národní knihovně. V roce 1995 začala studovat na Karlově univerzitě sinologii, dokončila ji v roce 2001. Součástí studia byla rovněž roční stáž v Číně, která změnila její pohled na čínskou i evropskou kulturu a na život vůbec. Pracuje v Národní knihovně České republiky. Publikovala odborné články v časopisech Nový Orient, Historický obzor a na Slovensku v Histórii a v Revui aktuálnej kultúry.
Román Strážce noci, odehrávající se v Evropě v nepříliš vzdálené budoucnosti, která je hmotně, společensky i morálně v troskách, začala psát po návratu z Číny. V Ceně Karla Čapka 2002 se v silné konkurenci umístila na třetím místě. Po rozšíření byl její román roku 2007 zařazen do edice Paralelní světy v Nakladatelství Triton.